# Sidi Bouzid (Argélia)
Sidi Bouzid (em árabe: سيدي بوزيد) é uma cidade e comuna localizada na província de Laghouat, Argélia. Segundo o censo de 2008, a população total da cidade era de 5 191 habitantes.